# Gundewadi, Athni
Gundewadi là một làng thuộc tehsil Athni, huyện Belgaum, bang Karnataka, Ấn Độ.